# سيات فورمولا
سيات فورمولا (بالإنجليزية: SEAT Fórmula) هي سيارة من تصنيع شركة سيات.
وهي سيارة مبتكرة رودستر بمحرك وسطي ونظام دفع خلفي طورتها شركة سيات الإسبانية للسيارات، وكانت تهدف في البداية إلى إنتاج سيارات محدودة. صُممت في مركز تصميم مجموعة فولكس فاغن أوروبا في سيدجيس بالقرب من برشلونة، وهي منشأة مملوكة بشكل مشترك من قبل فولكس فاجن وأودي وسيات، وقد صاغها فريق بقيادة إروين ليو هيميل والذي شارك فيه مصمم لوتس إليز جوليان تومسون الذي كشف عن لغة التصميم للنماذج المستقبلية للعلامة التجارية.

## مرجع
1. ↑  
"Ultimatecarpage.com -". مؤرشف من الأصل في 2018-07-11. اطلع عليه بتاريخ 2014-03-26.
2. ↑  1999 Seat Formula http://www.conceptcarz.com/vehicle/z820/Seat-Formula.aspx نسخة محفوظة 2023-11-25 على موقع واي باك مشين.
3. ↑  Erwin Leo Himmel Currículum vitae http://www.motorsportscenter.com/printer_338.shtml نسخة محفوظة 2016-03-04 على موقع واي باك مشين.